# Melandrya striata
Melandrya striata là một loài bọ cánh cứng trong họ Melandryidae. Loài này được Say miêu tả khoa học năm 1824.